# Mount Bakker
Mount Bakker är ett berg i Antarktis. Det ligger i Östantarktis. Australien gör anspråk på området. Toppen på Mount Bakker är 1 812 meter över havet.
Terrängen runt Mount Bakker är huvudsakligen platt, men söderut är den kuperad. Trakten är obefolkad. Det finns inga samhällen i närheten.